# Петогодишња веридба
Петогодишња веридба (енгл. The Five-Year Engagement) америчка је романтична комедија из 2012. режисера, сценаристе и продуцента Николаса Столера. Главне улоге тумаче Емили Блант и Џејсон Сигел, који је такође учествовао у писању сценарија.

## Радња
Том (Џејсон Сигел) и Виолета (Емили Блант) су већ верени и ускоро ће се венчати. Али Виолети се нуди нови посао. Они одлучују да одложе венчање на неко време и преселе се из Сан Франциска у Мичиген. Али њихова веридба траје пет година.

## Улоге
| Глумац        | Улога                  |
| ------------- | ---------------------- |
| Џејсон Сигел  | Том Соломон            |
| Емили Блант   | Вајолет Барнс          |
| Крис Прат     | Алекс Ејлхауер         |
| Алисон Бри    | Сузи Барнс-Ејлхауер    |
| Мими Кенеди   | Керол Соломон          |
| Дејвид Пејмер | Пит Соломон            |
| Џеки Вивер    | Силвија Дикерсон-Барнс |
| Џим Пидок     | Џорџ Барнс             |
| Рис Иванс     | Винтон Џајлдс          |
| Минди Калинг  | Ванита                 |
| Кевин Харт    | Даг                    |
| Рандал Парк   | Минг                   |
| Брајан Посен  | Тарквин                |
| Крис Парнел   | Бил                    |
| Лорен Видман  | Сали                   |
| Трејси Чимо   | Маргарет               |
| Дакота Џонсон | Одри                   |
| Моли Шанон    | куварица               |